# Eve 6
Eve 6 (деколи пишеться як EVƎ 6) — музичний колектив з Каліфорнії, що виконує поп-панк та альтернативний рок. Існує з 1995 року.

## Створення гурту

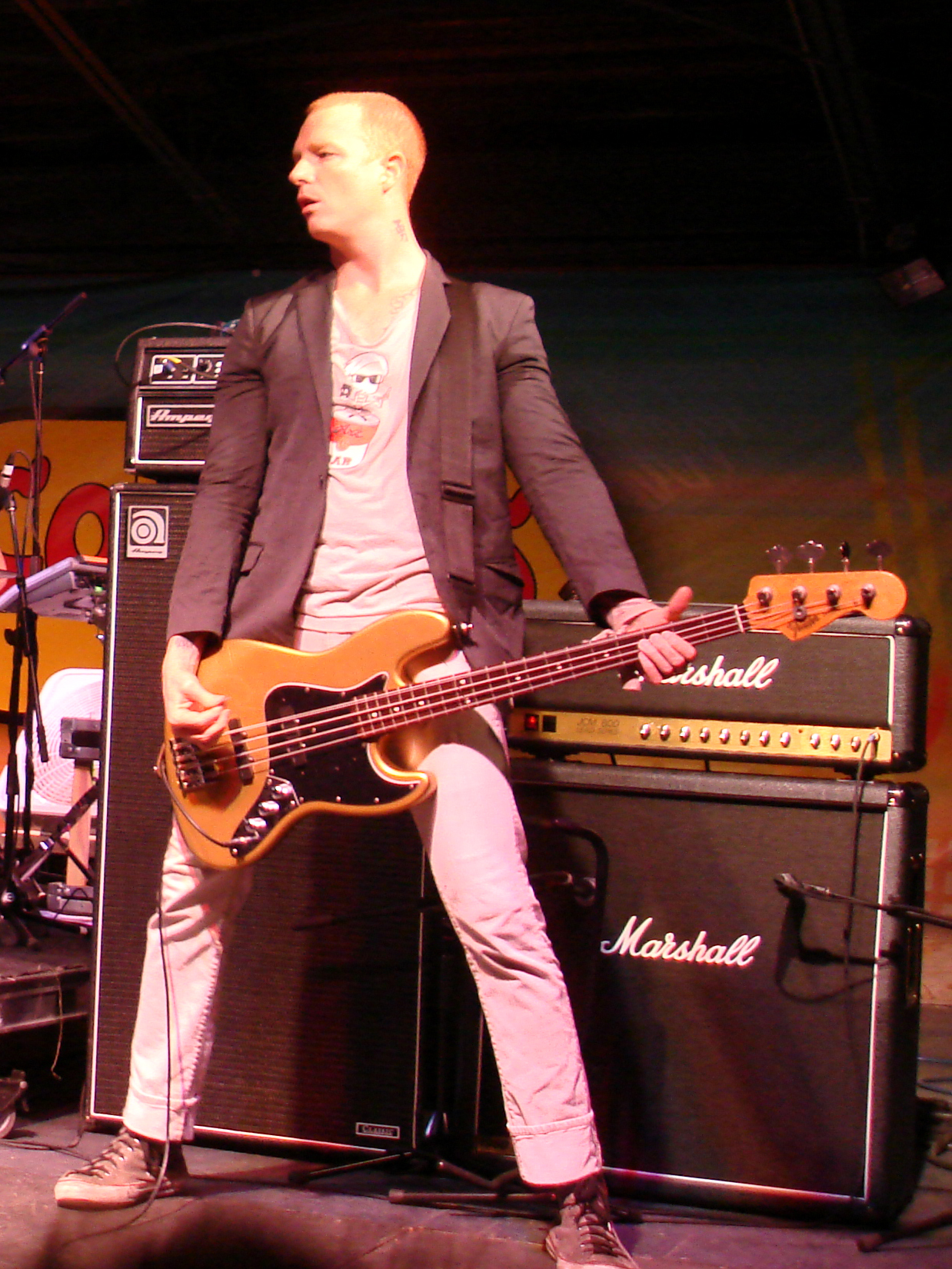
Макс Коллинс

В перший склад гурту входили: Макс Коллінс (вокал, бас-гітара), Джон Сібельс (гітара) та Тоні Фагенсон (ударні). Група сформувалась в 1995 році в Каліфорнії та називалась спочатку Yakoo, потім Eleventeen, та згодом Eve 6. Перший їх виступ відбувся в клубі Eagle's Coffee Pub в Норт Голлівуді. Eleventeen підписали контракт с RCA, коли Макс і Джон все ще навчались в школі.

## Розпад гурту
Гурт розпався через погані продажі альбому It's All In Your Head (192,000 проданих дисків). Як наслідок, оголосивши про свій розпад, Eve 6 відіграли свій останній конерт 15 липня 2004 року перед великою кількістю фанатів під аркою «Ворота на Захід» в Сент-Луісі.

## Подальша діяльність учасників

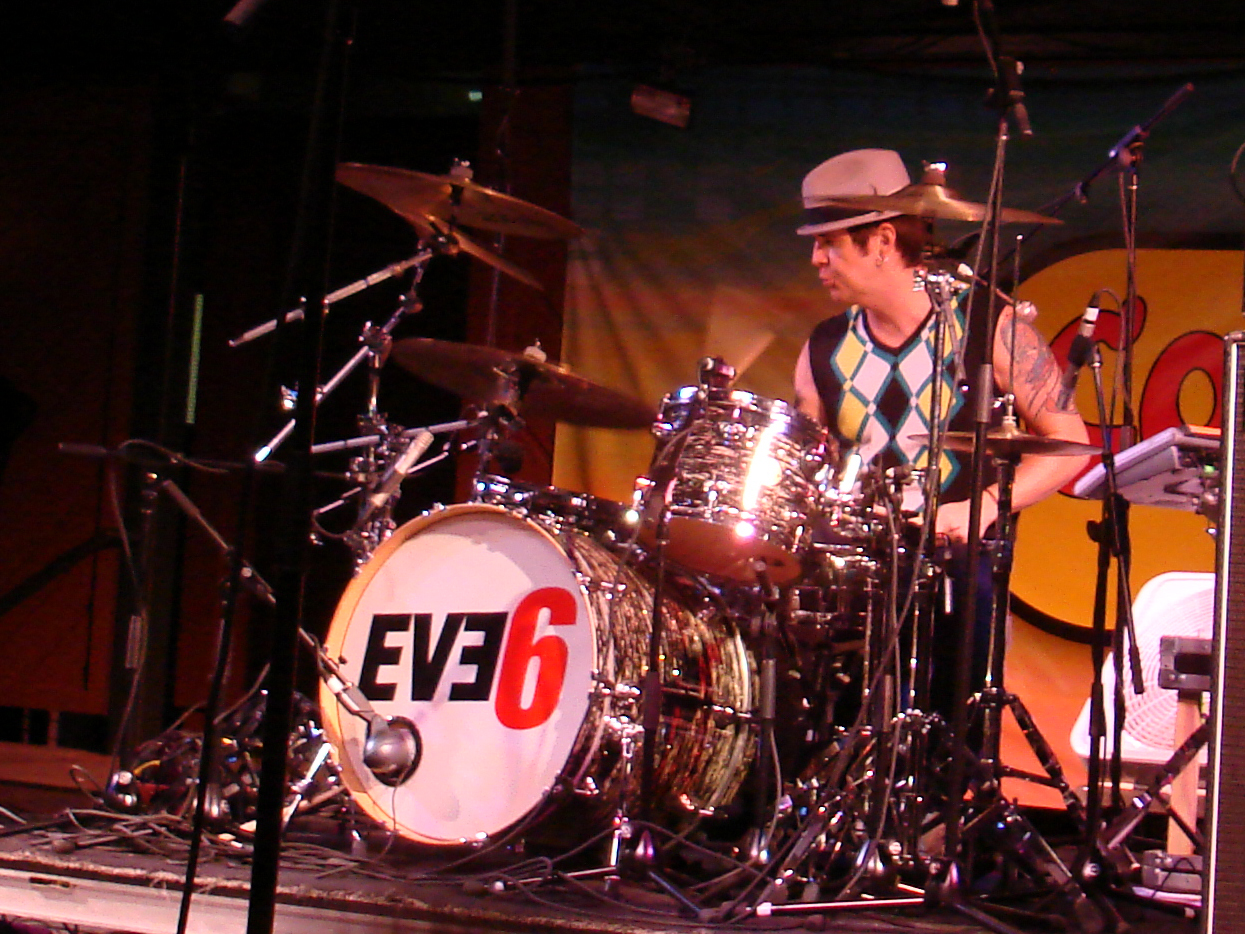
Тоні Фагенсон

Макс брав участь в нетривалому проекті «Brotherhood of Lost Dogs». Потім Макс та Тоні об'єднались в новому гурті під назвою The Sugi Tap. Вони записали декілька демок та відіграли концерти в Каліфорнії в 2006-му році.

## Возз'єднання
Більше року виступаючи як The Sugi Tap, в жовтні 2007 року вони оголосили про відновлення гурту Eve 6. Правда, з попереднього складу в неї входили тілько Макс та Тоні. В склад увійшов новий гітарист Мет Беір, який вийшов з лонг-айлендського гурту «Bandcamp», так як Джон Сібельс був зайнятий своїм новим гуртом Monsters are Waiting. В 2011 Джон знову повернувся в гурт. 24 квітня 2012 року був випущений альбом «Speak in Code».

## Сингли
| Рік  | Назва                     | Позиції в чартах | Позиції в чартах | Позиції в чартах     | Позиції в чартах       | Позиції в чартах  | Альбом                |
| Рік  | Назва                     | U.S. Hot 100     | U.S. Modern Rock | U.S. Mainstream Rock | U.S. Top 40 Mainstream | U.S. Adult Top 40 | Альбом                |
| ---- | ------------------------- | ---------------- | ---------------- | -------------------- | ---------------------- | ----------------- | --------------------- |
| 1998 | «Inside Out»              | #28              | #1               | #5                   | #11                    | #16               | Eve 6                 |
| 1998 | «Leech»                   | -                | #6               | #10                  | -                      | -                 | Eve 6                 |
| 1999 | «Open Road Song»          | -                | #23              | -                    | -                      | -                 | Eve 6                 |
| 1999 | «Tongue Tied»             | -                | #23              | -                    | -                      | -                 | Eve 6                 |
| 2000 | «Promise»                 | #108             | #3               | #25                  | #40                    | #33               | Horrorscope           |
| 2000 | «On the Roof Again»       | -                | #19              | -                    | -                      | -                 | Horrorscope           |
| 2001 | «Here's to the Night»     | #30              | #33              | -                    | #14                    | #7                | Horrorscope           |
| 2003 | «Think Twice»             | -                | #9               | -                    | -                      | -                 | It's All in Your Head |
| 2003 | «At Least We're Dreaming» | -                | -                | -                    | -                      | -                 | It's All in Your Head |
| 2003 | «Good Lives»              | -                | -                | -                    | -                      | -                 | It's All in Your Head |

## Дискографія
- Eve 6 (1998)
- Horrorscope (2000)
- It's All in Your Head (2003)
- Speak in Code (2012)